# Semiotellus longifasciatipennis
Semiotellus longifasciatipennis är en stekelart som först beskrevs av Girault 1915.  Semiotellus longifasciatipennis ingår i släktet Semiotellus och familjen puppglanssteklar. Inga underarter finns listade i Catalogue of Life.